# Kanding
Kanding is een bestuurslaag in het regentschap Banyumas van de provincie Midden-Java, Indonesië. Kanding telt 2466 inwoners (volkstelling 2010).